# Stud Muffins

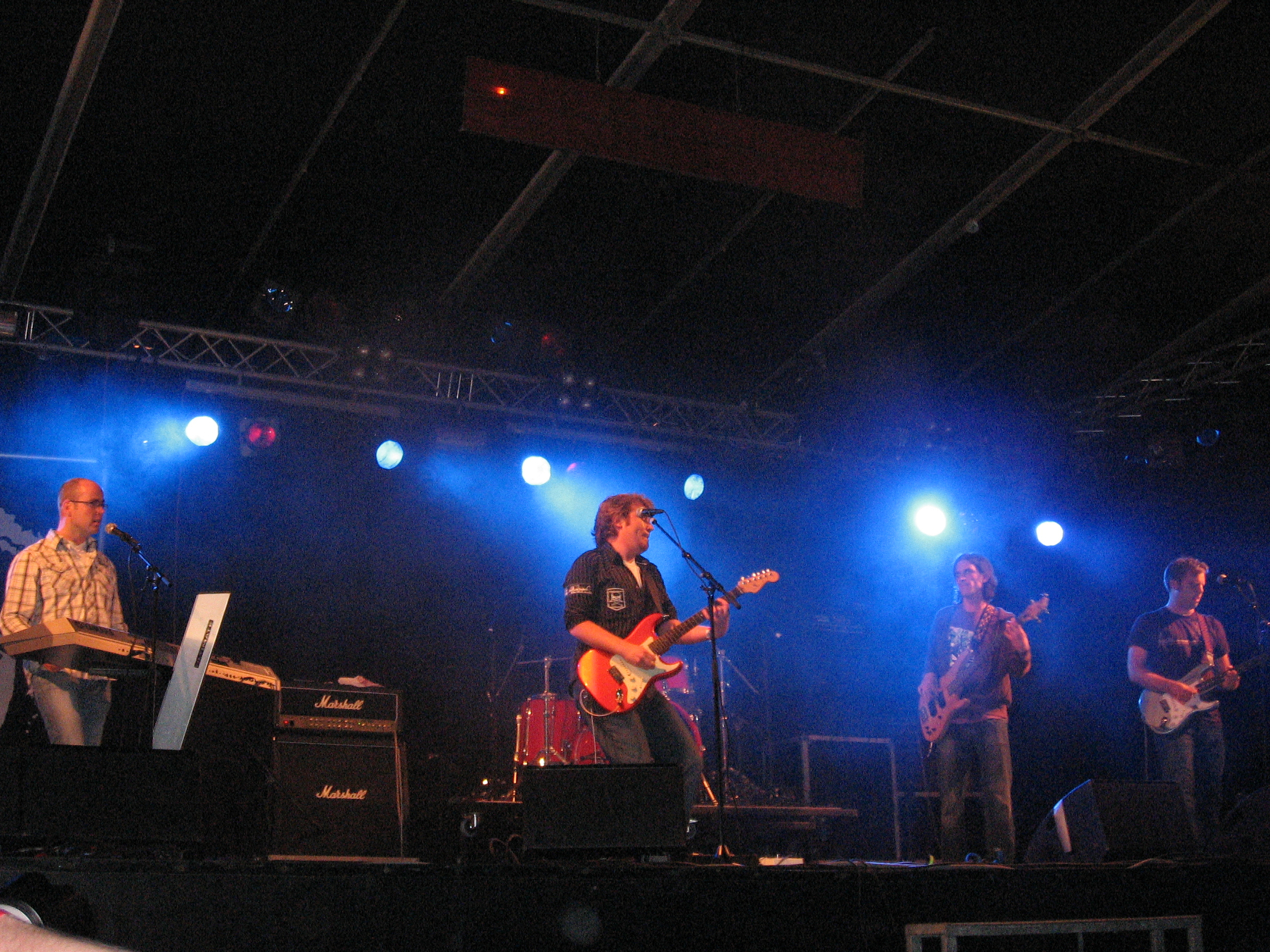
Stud Muffins, Westerpop 2008

Stud Muffins was een Nederlandse band uit de regio Den Haag. De band speelde Engelstalige poprock met blues-invloeden. Stud Muffins werd eind 2003 opgericht en speelde vanaf 2004 gemiddeld tussen de 50 a 60 keer per jaar. Op 24 september 2005 speelden ze op een dag achtereenvolgend in Cadzand-Bad, Vaals, Delfzijl en Den Helder.
Hoogtepunten waren onder andere Parkpop, Winnaar Haagse Popprijs 2004 (categorie 'Aanstormend talent'), diverse optredens op 3FM (verkozen tot 3FM Serious Talent), korte tour door de USA (2007) en diverse festival optredens in Nederland. Op 13 februari 2010 gaf de band haar laatste optreden.
De band bestond uit Ed Struijlaart (zang/gitaar), Jelmer Bouma (gitaar/zang), Dick Jense (toetsen/zang), Maarten van Niel (bas) en Leon Koning (drums).

## Discografie
- Anything - Single (2010)
- Run for Cover - Single (2009)
- Tricks Up My Sleeve - Single (2008 versie ten behoeve van 3FM Serious Talent Contest)
- The Wizard Sessions (Akoestische live opname) (2008)
- Peace Of Mind (Volver Sessions) (2008)
- Tricks Up My Sleeve (2007)
- Twilight Zone (The Hague's Tribute to The Golden Earring)
- II (2005)
- Demo 1 (2004)